# Cruzada saboyana
La cruzada saboyana (1366-1367) nació del mismo proceso de planificación que condujo a la cruzada de Alejandría. Esta idea surgió del papa Urbano V y fue dirigido por Amadeo VI de Saboya, contra el Imperio otomano en Europa Oriental. Aunque originalmente se planeó como una colaboración con el Reino de Hungría y el Imperio bizantino, la cruzada se desvió para atacar el Segundo Imperio búlgaro, donde hizo unas pequeñas ganancias territoriales que fueron entregadas a los bizantinos. También consiguió victorias menores contra los turcos otomanos en las cercanías de Constantinopla y en Galípoli.
Observando la creciente atención de los turcos sobre Bulgaria, el historiador Nicolae Iorga argumentó que «no era una cruzada, sino que esta expedición se parecía más una aventura». Sin embargo, la toma de Galípoli, según Oskar Halecki, fue «el primer éxito logrado por los cristianos en su lucha por la defensa de Europa, y al mismo tiempo la última gran victoria cristiana [sobre los turcos] durante todo el siglo xiv». 